# Brixworth
Brixworth – wieś w Anglii, w hrabstwie Northamptonshire, w dystrykcie (unitary authority) West Northamptonshire. Leży 11 km na północ od miasta Northampton i 106 km na północny zachód od Londynu. W 2001 miejscowość liczyła 5162 mieszkańców.